# Володарский сельсовет (Оренбургская область)
Володарский сельсовет — сельское поселение в Первомайском районе Оренбургской области Российской Федерации.
Административный центр — посёлок Володарский.

## История
9 марта 2005 года в соответствии с законом Оренбургской области № 1907/315-III-ОЗ образовано сельское поселение Володарский сельсовет, установлены границы муниципального образования.

## Население
| 2010  | 2012  | 2013  | 2014  | 2015  | 2016  | 2017  |
| ----- | ----- | ----- | ----- | ----- | ----- | ----- |
| 3119  | ↗3158 | ↗3161 | ↗3212 | ↗3287 | ↗3325 | ↗3348 |
| 2018  | 2019  | 2020  | 2021  |       |       |       |
| ↗3369 | ↗3390 | ↗3445 | ↘3409 |       |       |       |

## Состав сельского поселения
| № | Населённый пункт | Тип населённого пункта          | Население |
| - | ---------------- | ------------------------------- | --------- |
| 1 | Веснянка         | посёлок                         | 91        |
| 2 | Володарский      | посёлок, административный центр | 1943      |
| 3 | Зарево           | посёлок                         | 249       |
| 4 | Маевка           | посёлок                         | 339       |
| 5 | Пономарёво       | посёлок                         | 497       |